# Haematopus chathamensis
Haematopus chathamensis е вид птица от семейство Haematopodidae. Видът е застрашен от изчезване.

## Разпространение
Видът е разпространен в Нова Зеландия.